# 约尼·米雷
永尼·米雷（芬蘭語：Jonni Myyrä，1892年7月13日—1955年1月22日），芬兰男子田径运动员，主攻标枪。他曾代表芬兰参加1912年、1920年和1924年夏季奥林匹克运动会田径比赛，共获得两枚金牌。